# La Malbaie
La Malbaie är en stad (kommun av typen ville) och tätort (centre de population) i provinsen Québec i Kanada. Den ligger i regionen Capitale-Nationale, i den östra delen av landet, 500 km nordost om huvudstaden Ottawa.

## Galleri

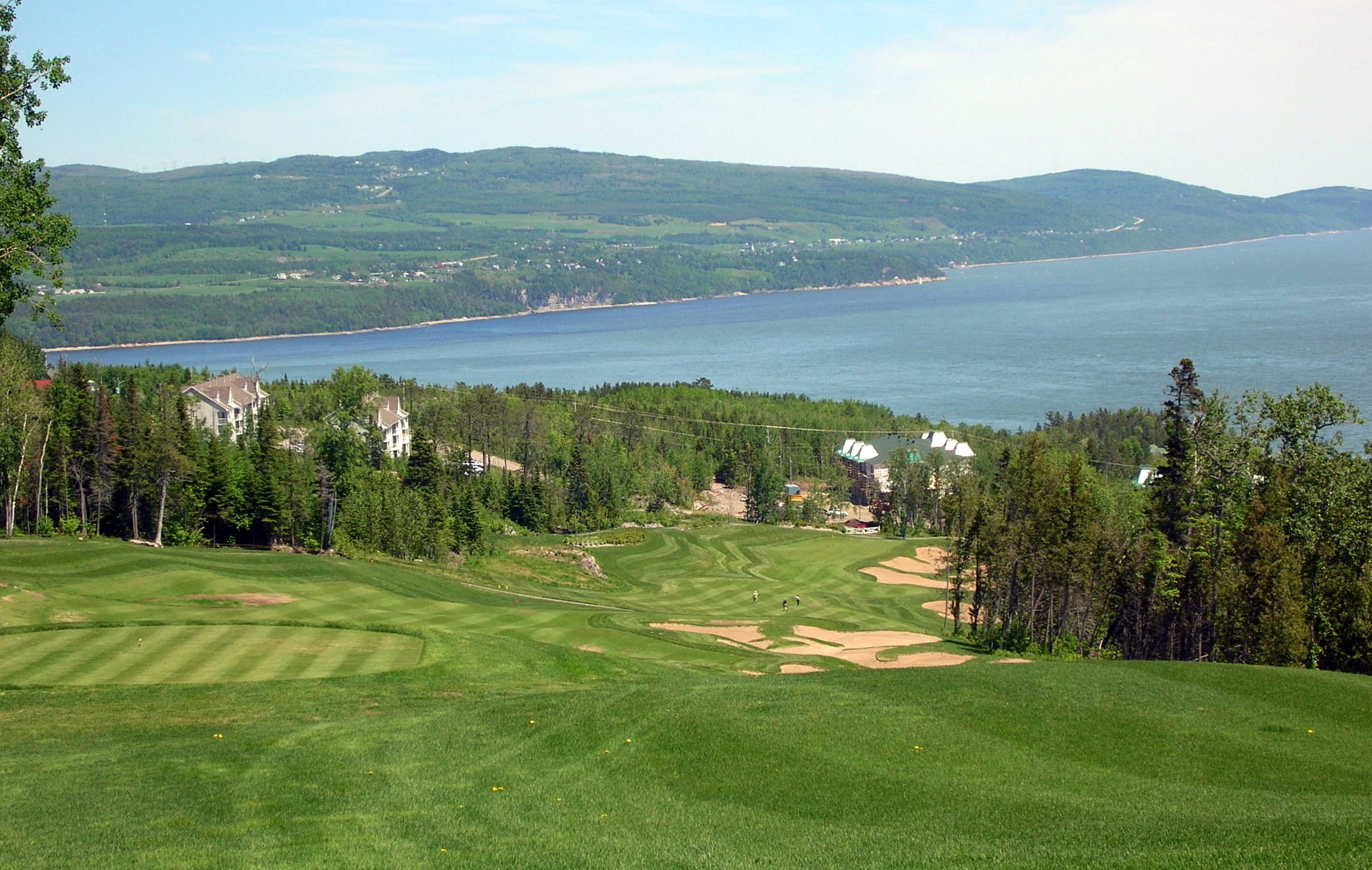
La Malbaie
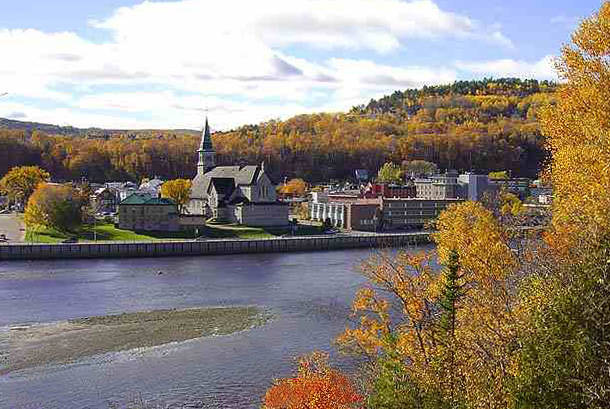
La Malbaie
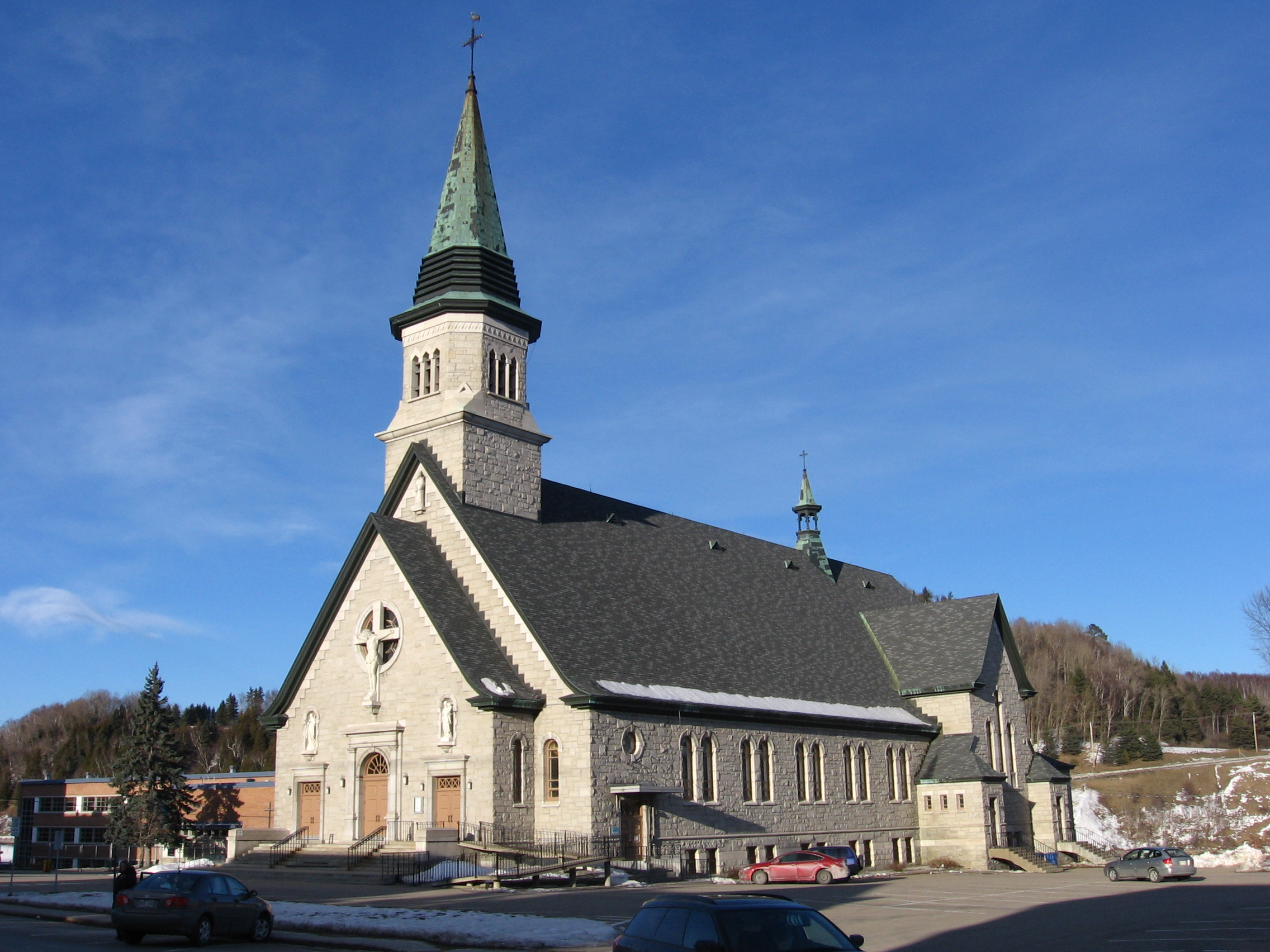
Kyrka
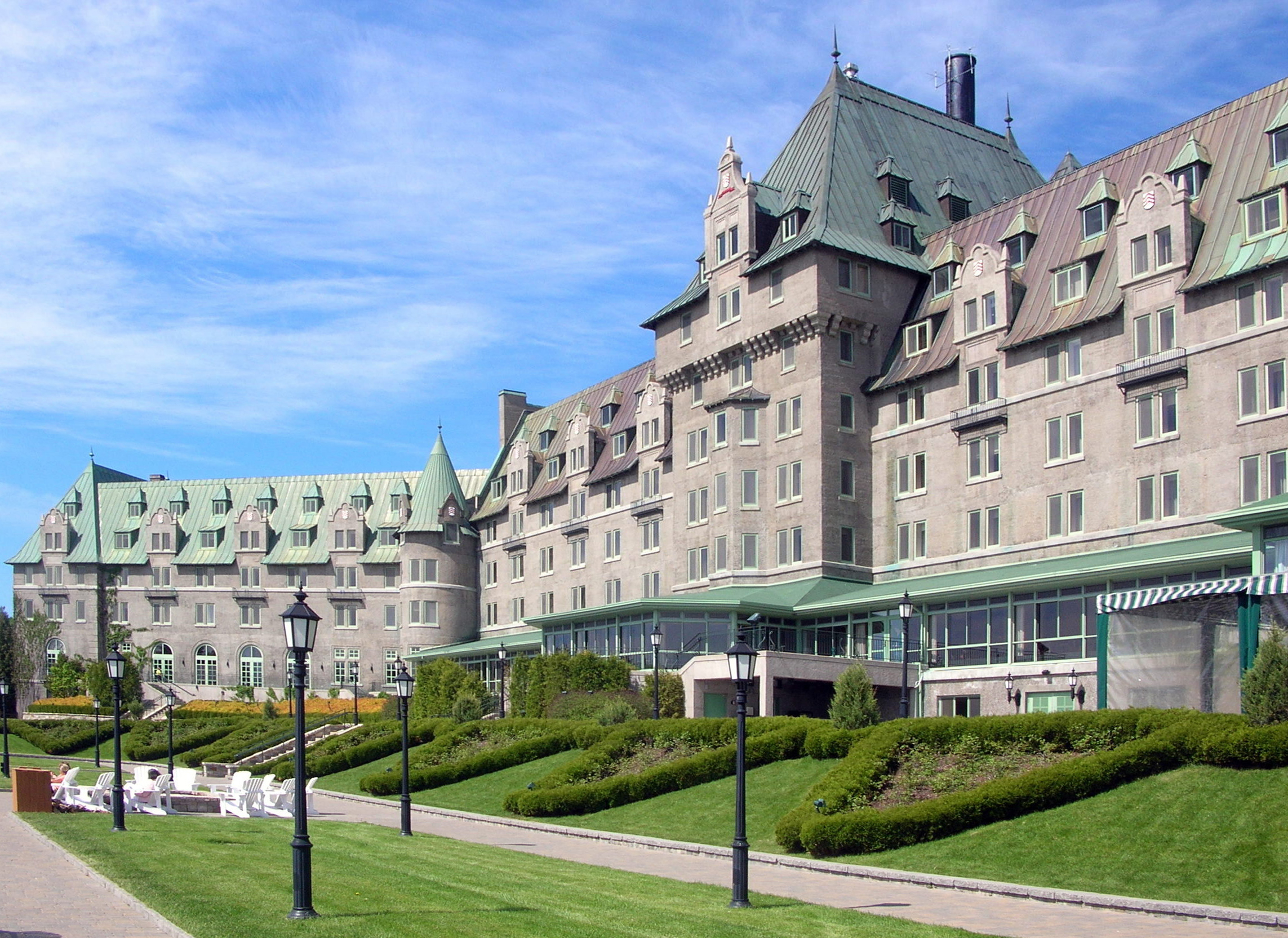
Le Manoir Richelieu
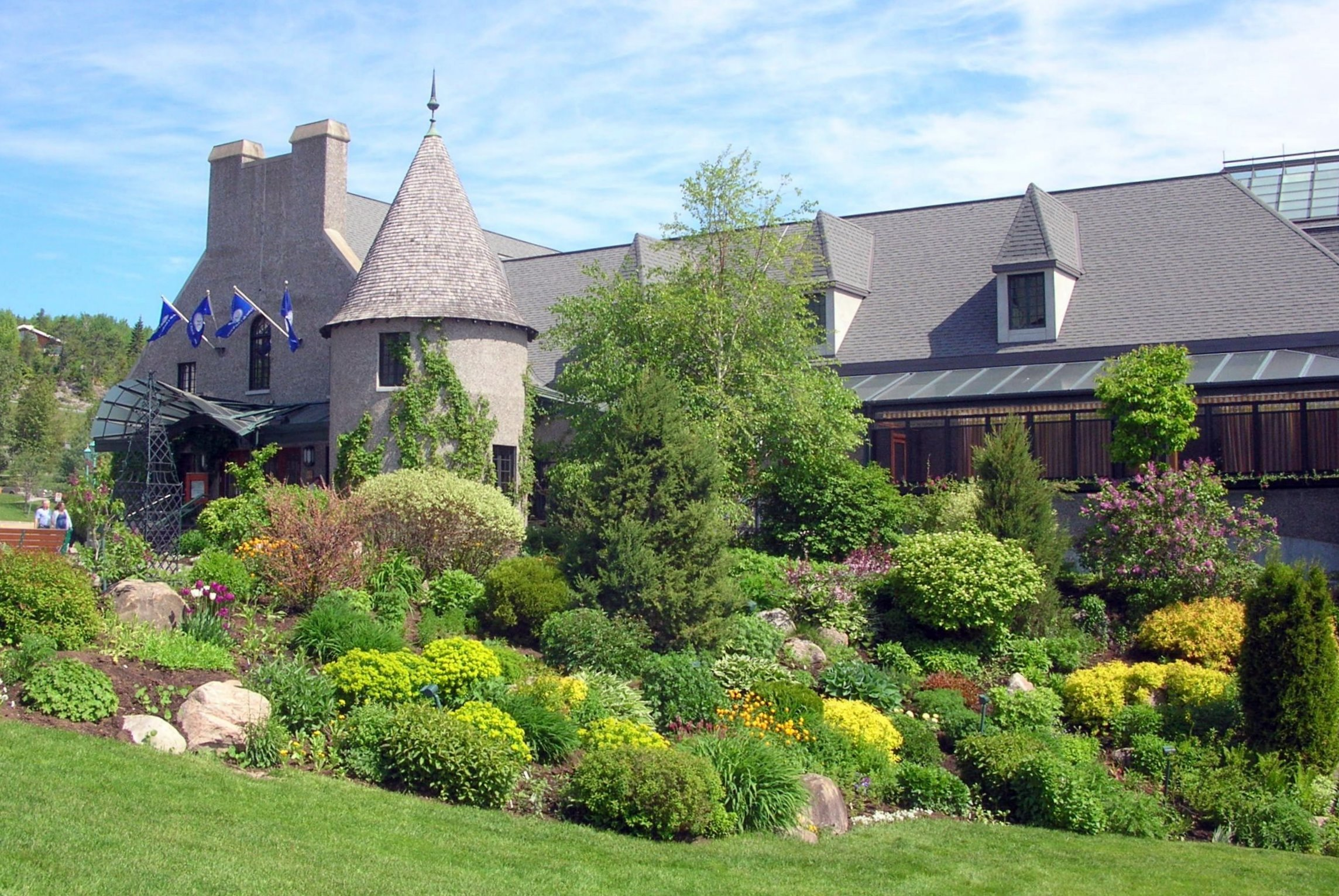
Casino de Charlevoix
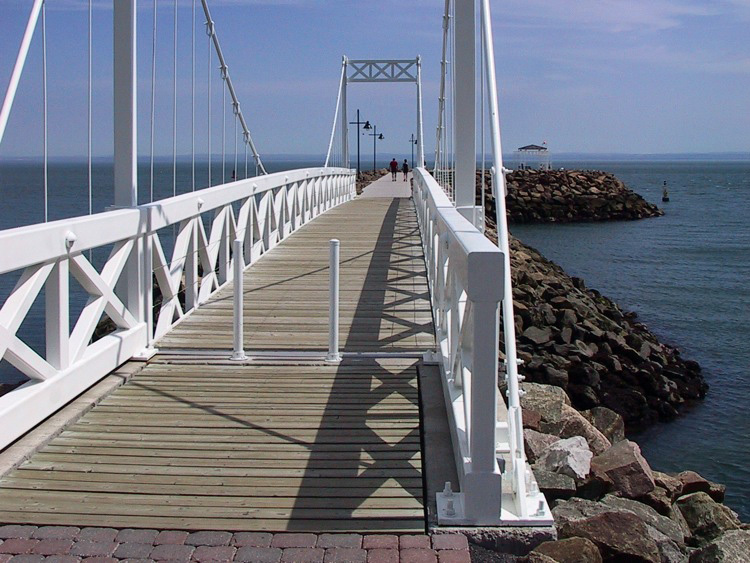
Pointe-au-Pic
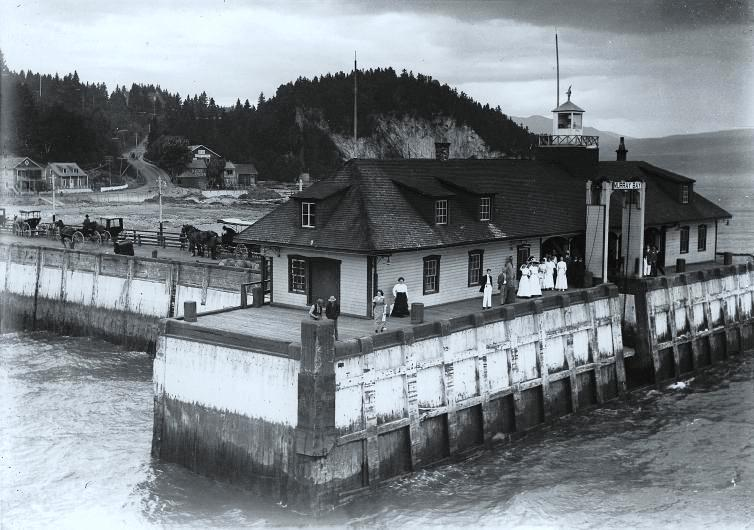
Murray Bay wharf, cirka 1912